# البياضة (إسرائيل)
بَيَّاضَة (بالعبرية: בַּיָאדָה) أو خِرْبَة البَيَّاضَة (بالعبرية: חִ'רְבֶּת אל-בַּיָאדָה) هي قرية عربية تقع في منطقة حيفا الإسرائيلية. تطل القرية على وادي عارة في المثلث الشمالي، وتبعد أربعة كيلومترات شمال شرق أم الفحم. في عام 1996 أصحبت القرية تحت نفوذ مجلس طلعة عارة المحلي (بالعبرية: מַעֲלֶה עִירוֹן، "معاليه عيرون"). في تعداد عام 2008 بلغ عدد سكان البياضة ومشيرفة معًا نحو 3,100 نسمة، وجميعهم من المسلمين. الغالبية العظمى من سكانها من عائلة جبارين (الذي يسكن منهم أيضًا في مشيرفة وسالم القريبة) ومعظم السكان يعملون في قطاع البناء ووظائف أخرى ذات الصلة. كانت تعد البياضة جزءًا من مشيرفة إلى أن انفصلت عنها وأصبحت قرية بحد ذاتها. البياضة هي كلمة مؤنثة مشتقة من كلمة أبيض. سميت القرية بهذا الاسم نسبةً إلى لون التربة الأبيض الموجودة فيها.

## الجغرافية
البياضة هي واحدة من أصغر القرى في المنطقة وتقع على تلة تطل على وادي عارة. تقع القرية بين سلسلة جبال أم الفحم ومرتفعات منشية (بالعبرية: רָמַת מְנַשֶּׁה "رمات منشة").

## التاريخ
كانت القرية في الأصل حي من أحياء مشيرفة. خلال حرب 1948 بين العرب وإسرائيل كانت القرية والمنطقة المحيطة بها تحت السيطرة العراقية. ثم في مارس 1949 حلت مكانها القوات الأردنية. في 3 أبريل 1949 وقعت إسرائيل والأردن اتفاقية الهدنة، التي نصت على سيطرة إسرائيل على منطقة وادي عارة. وفي 20 مايو سيطرت القوات الإسرائيلية على القرية.
البياضة هي واحدة من قرى وادي عارة التي افتقرت إلى مركز إداري للسلطة المحلية بعد قيام دولة إسرائيل. كانت القرية تحت إدارة المخاتير الذين تم تعيينهم من قبل الوزارة الداخلية. حتى عام 1992 عندما أنشأت وزارة الداخلية مجلس ناحال عيرون الإقليمي. اعترض السكان المحليون على الترتيب الإداري. لتهدئة المخاوف المحلية، أنشأت وزارة الداخلية لجنة تحقيقية للنظر في خيارات أخرى، وفي عام 1996، قررت تقسيم مجلس ناحال عيرون الإقليمي إلى قسمين وهما مجلس طلعة عارة المحلي ويشمل خمسة قرى ومن بينها البياضة ومجلس بسمة المحلي ويشمل ثلاثة قرى أخرى.
| السنة      | 1972م    | 1983م    | 1995م    | 2016م    |
| ---------- | -------- | -------- | -------- | -------- |
| عدد السكان | 127 نسمة | 185 نسمة | 276 نسمة | 486 نسمة |

## الرياضة
البياضة ومشيرفة لديهما فريق كرة القدم مشترك يطلق عليه اسم «أبناء مشيرفة البياضة» (بالعبرية: בני מושריפה ביאדה) الذي يشارك في دوري الدرجة الثالثة لمنطقة يزراعيل. ويستضيف الفريق مبارياته في ملعب كرة القدم بركائي.